# Chapelle des Piliers du Blanc
La chapelle des Piliers du Blanc est une chapelle catholique française. Elle est située sur le territoire de la commune du Blanc, dans le département de l'Indre, en région Centre-Val de Loire.

## Situation
La chapelle se trouve dans la commune du Blanc, à l'extrême sud-ouest du département de l'Indre, en région Centre-Val de Loire. Elle est située dans la région naturelle du Blancois.

## Histoire
La chapelle fut construite au XIIIe siècle.
L'édifice est inscrit au titre des monuments historiques, le 20 juin 1928.

## Description
« Le fief des Piliers était l'emplacement des Piliers de Justice ou Fourches patibulaires de la Justice du Blanc.
L'ancienne chapelle des condamnés, à demi enterrée, existe encore. C'est une salle tout en longueur, divisée en trois travées par des doubleaux de section carrée, et voûtées d'arêtes nervées à quatre pans. Des têtes grotesques forment les culots recevant les nervures et les formerets.
L'ancienne entrée se faisait dans l'axe par un escalier de six marches, fermé par une porte de bois à claire-voie donnant sur un petit vestibule. À droite se trouve une étroite cellule avec embrasure permettant au condamné d'entendre la messe. À gauche est situé l'ancien escalier donnant accès à l'extérieur. Au fond, une grande porte communiquait probablement avec les prisons aujourd'hui démolies.
Au-dessus se situait la salle de Justice transformée en habitation. » Source : ce texte est celui de la notice de la base Mérimée.